# Triatoma nigromaculata
Triatoma nigromaculata é uma espécie de inseto da ordem dos percevejos, normalmente encontrado em árvores ocas, em ninhos de vertebrados em árvores e, ocasionalmente, em habitações humanas.
Esta espécie é distribuída especialmente na Venezuela (Aragua, Barinas, Bolívar, Cojedes, Delta Amacuro, Distrito Capital, Lara, Mérida, Monagas, Portuguesa, Sucre e Yaracuy), mas alguns espécimes também foram achadas no Peru e na Colômbia (Cauca).